# Pero López de Ayala
Pour les articles homonymes, voir López de Ayala, López et Ayala.
Pedro ou Pero López de Ayala, né à Victoria-Gasteiz en 1332 et mort en 1407 à Calahorra en Espagne, est un poète, chroniqueur, historien et homme d’État durant le règne de Castille.
Il est le descendant d'une des familles les plus importantes d'Espagne, fils de Fernán Pérez de Ayala (es) et d'Elvira Álvarez de Ceballos, il fut grand chancelier de Castille et intendant d'Andalousie. Il fut le témoin privilégié de quatre règnes : Pierre le Cruel, puis des rois de la nouvelle dynastie des Trastamares : Henri II, Jean Ier et Henri III. Il fut également ambassadeur auprès des rois de France Charles V et de Charles VI.

## Biographie
Il est né dans une famille noble. Il est le fils de Fernán Pérez de Ayala et d’Elvira Álvarez de Cevallos. Son père était le neveu du cardinal Pedro Gómez Barroso. C'était un homme célèbre pour son éloquence et son sens de la négociation. À vingt ans il est entré au service de Pedro I de Castilla, appelé par le peuple le "Justicier" et par les nobles le "Cruel". En 1359 il navigua en tant que capitaine le long du littoral valencien et catalan. En 1366 il a commencé la rébellion d'Enrique de Trastamare contre son demi-frère le roi Pedro I.
En 1392 il fit signer un traité de paix entre le peuple de Castille et les Portugais, mettant fin à une guerre prolongée et désastreuse pour les deux règnes, et il se retira un temps dans ses terres, où il se dédia aux études et aux lettres. Il retourna en Castille pour être nommé chancelier principal du royaume en 1398 mais il continuait encore ses activités de représentant hors de Castille quand subitement il mourra à Calahorra en 1407.
Son œuvre satirique et didactique reste très connue, publiée dans le livre Rimado de Palacio, aussi connu comme Los Rimos, quelque 8 200 vers écrits dans sa majorité en « cuaderna vía » et où, après avoir effectué une confession générale de ses péchés, il passe en revue la société de son temps en décrivant avec ironie les contemporains de la hiérarchie civile et religieuse. En réalité il s’agit d’un mélange hétérogène et de divers procédés poétiques auquel l’auteur a donné une certaine unité avec des strophes de transitions entre les différents thèmes. Les compositions lyriques sont faites en zéjel, et les passages en « cuaderna vía » possèdent des hémistiches de huit syllabes ; d’autres passages sont en compositions plus tardives, comme le Deitado del Cisma de Occidente, utilisant déjà le vers long. Le livre fut commencé avant 1385 et fut fini en 1403.
Dans son livre («Libro de la caza de las aves »), conservé dans le musée « Colegio de Nuestra Señora de La Antigua » a Montfort de Lemos, López de Ayala essaya de regrouper toutes les connaissances sur l’art de la certitude, duquel il était particulièrement passionné.

## Mariage et descendance
Il se maria et eut plusieurs enfants avec Leonor de Guzmán, fille de Pedro Suárez de Toledo et de María Ramírez de Guzmán.
Enfants dont :
- Fernán Pérez de Ayala (es) (mort en 1436). Il fut seigneur de Ayala et de Salvatierra, ambassadeur en France, officier de haut rang de la couronne espagnole (« merino mayor » et « alférez mayor del pendón de la Orden de la Banda ») à Guipúzcoa, et aussi fonctionnaire royal de Guipúzcoa (« corregidor »). Il se maria avec María Sarmiento (es) qui fut la señora de Salinillas, Berberana et Mansilla et était fille du maréchal de Castilla Diego Gómez Sarmiento (es) et de Leonor Enríquez de Castille et arrière-petite-fille du roi Alfonse XI de Castille.

## Œuvre littéraire
À son époque, Ayala était connu comme une personne cultivée. En plus de ses connaissances bibliques, il connaissait également les œuvres de Tite-Live, Valère Maxime, saint Augustín, saint Isodore et quelques versions de la Estoria de España d'Alphonse X el Sabio. De plus il avait des connaissances sur la juridiction de son temps grâce à son savoir acquis dans des collections de Juan Andrés et de Gratien.

### Rimado de Palacio
À la fois satirique et didactique, Rimado de Palacio (es), aussi connu sous le nom de Los Rimos, est l'une de ses œuvres les plus connues. C'est un vaste poème moral d'environ 8200 vers qui reflète les principaux conflits de la seconde moitié du XIVe siècle. Écrit à la première personne, le poème commence comme une confession, où ce "je" poétique passe en revue les dix commandements, les sept péchés capitaux, les sept œuvres de miséricorde, les sept sens et les sept œuvres spirituelles avec lesquelles il purifie son âme. Dans un même temps, il passe en revue la société de son temps en décrivant avec ironie ses contemporains de la hiérarchie civile en s'attaquant à leurs valeurs "hypocrites" politiques, sociales et morales.
C'est la prison qu'elle soit allégorique ou réelle qui met fin à ces réflexions, c'est ainsi que le poète se noie dans des chants lyriques. Certains sont dédiés à la Vierge, d'autres sont des prières d'une religiosité plus intime, puisqu'elles révèlent une réelle angoisse face à la possibilité que Dieu ait condamné son âme pour ses péchés. La dernière partie du poème est en réalité est un centon, c'est-à-dire une phrase composée de plusieurs fragments d'autres œuvres, ici il s'agit de divers passages des Morales, un commentaire du livre de Job de saint Grégoire le Grand que Lopez de Ayala avait traduit.
Le livre Rimado de Palacio est en réalité un mélange hétérogène de matériaux poétiques variés auxquels son auteur a donné une certaine unité avec des strophes de transition d'un thème à un autre.